# 진지냐

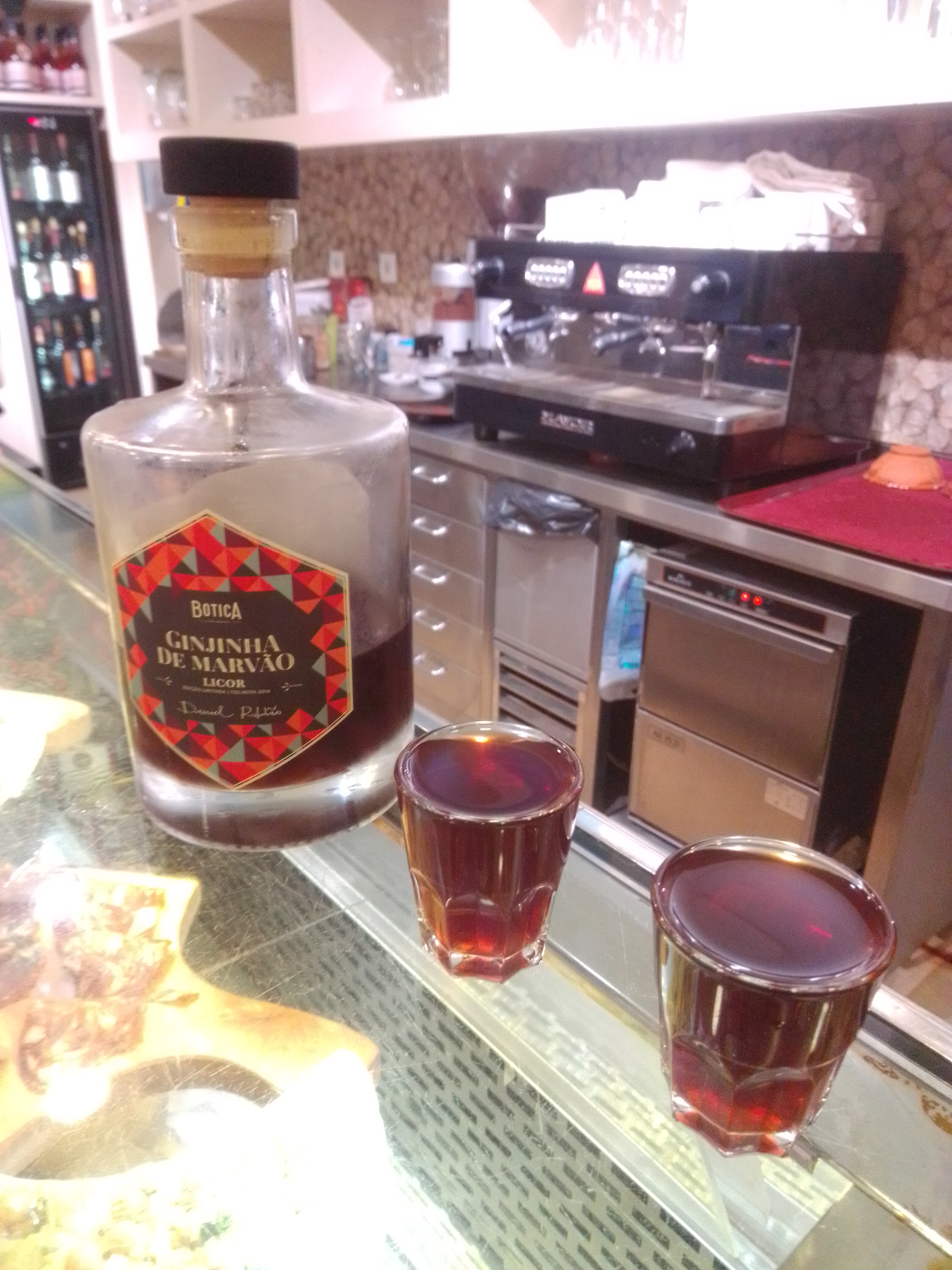
진지냐

진지냐(포르투갈어: ginjinha) 또는 진자(포르투갈어: ginja)는 포르투갈의 술로 아구아르덴트에 신양벚나무의 버찌를 우리고 정향과/혹은 계피 등을 포함한 다른 재료들을 포함해서 만들어진다. 진지냐는 포르투갈인들에게 사랑받는 술이고 리스본, 알코바사, 오비두스 등에서 흔하다.